# Тилицкий перевал
Тылицкий (Куровский) перевал (пол. Przełęcz Tylicka, словац. Kurovské sedlo) — перевал на территории западной Лемковщины, между Западными и Низкими Бескидами в восточной части Любовньянской Верховины, на границе и Польши и Словакии. Находится между горами Явор (810 м) и Гора (721 м). Максимальная высота перевала — 683 м. Перевал является границей между Восточными и Западными Карпатами.
По нему проходил прежде важный путь из Польши в Венгрию (через Бардейов на Новы Сонч), впоследствии потерявший значение.
До 2007 года через перевал действовал пограничный переход.